# Conde de Armil
Conde de Armil é um título nobiliárquico criado por D. Carlos I de Portugal, por Decreto de 8 de Fevereiro de 1906, em favor de Júlio do Rego Barreto da Fonseca Magalhães.
Titulares
1. Júlio do Rego Barreto da Fonseca Magalhães, 1.º Conde de Armil.